# 24-Stunden-Rennen von Le Mans 2020

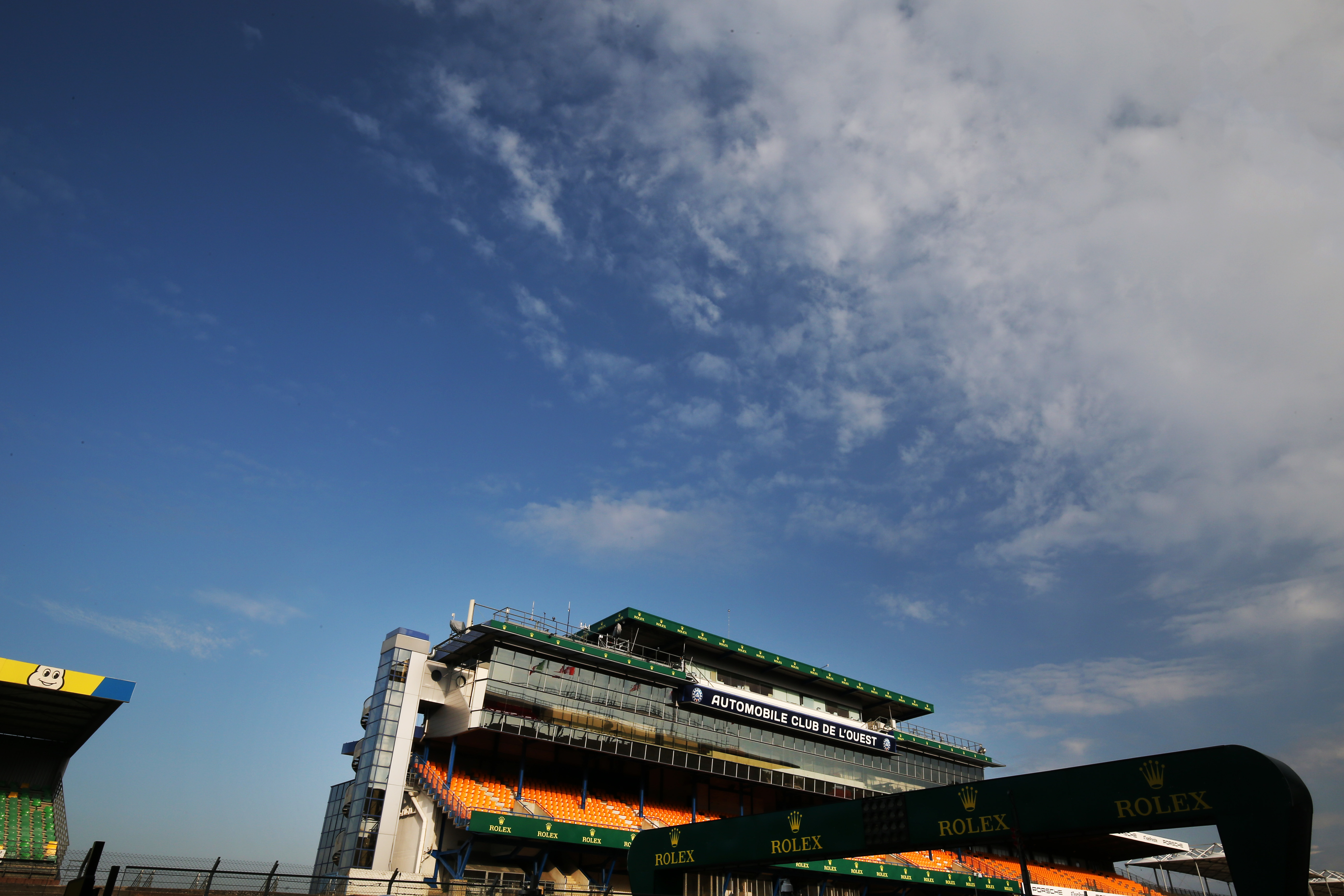
Leere Tribünen beim Training zum 24-Stunden-Rennen

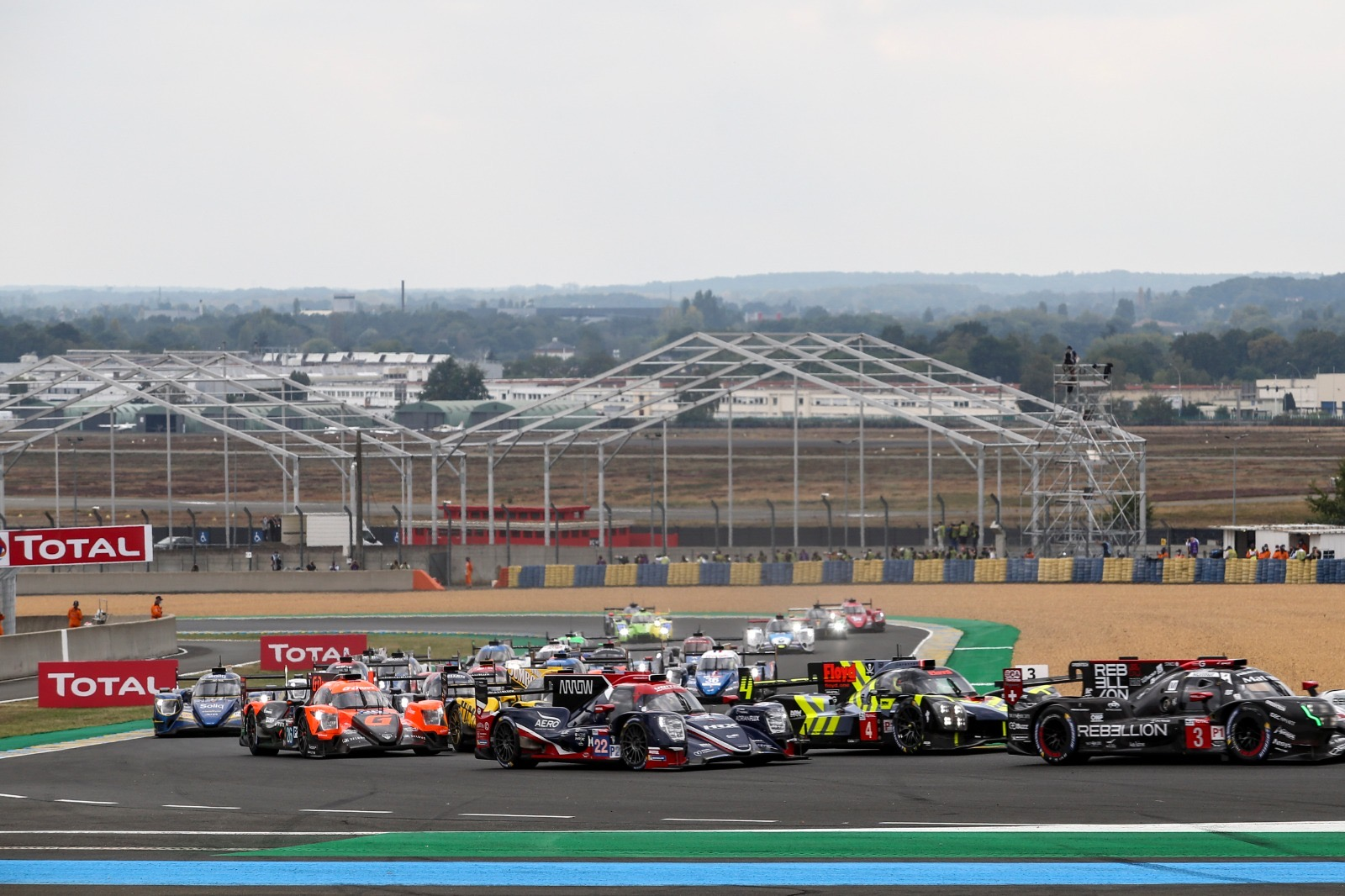
In der ersten Runde, knapp nach dem Rennstart

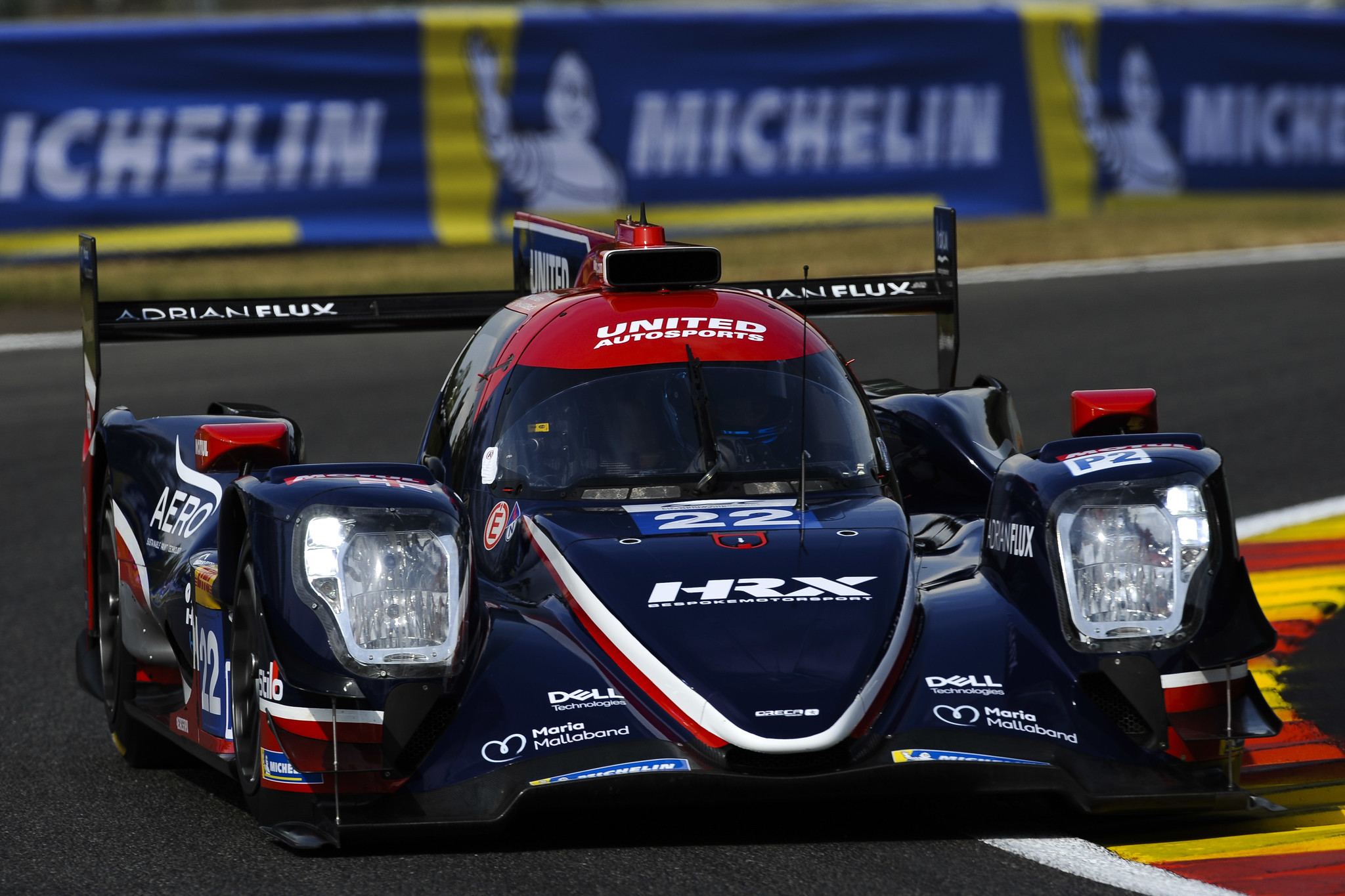
Der in der LMP2-Klasse siegreiche United Autosport-Oreca 07 von Filipe Albuquerque, Philip Hanson und Paul di Resta

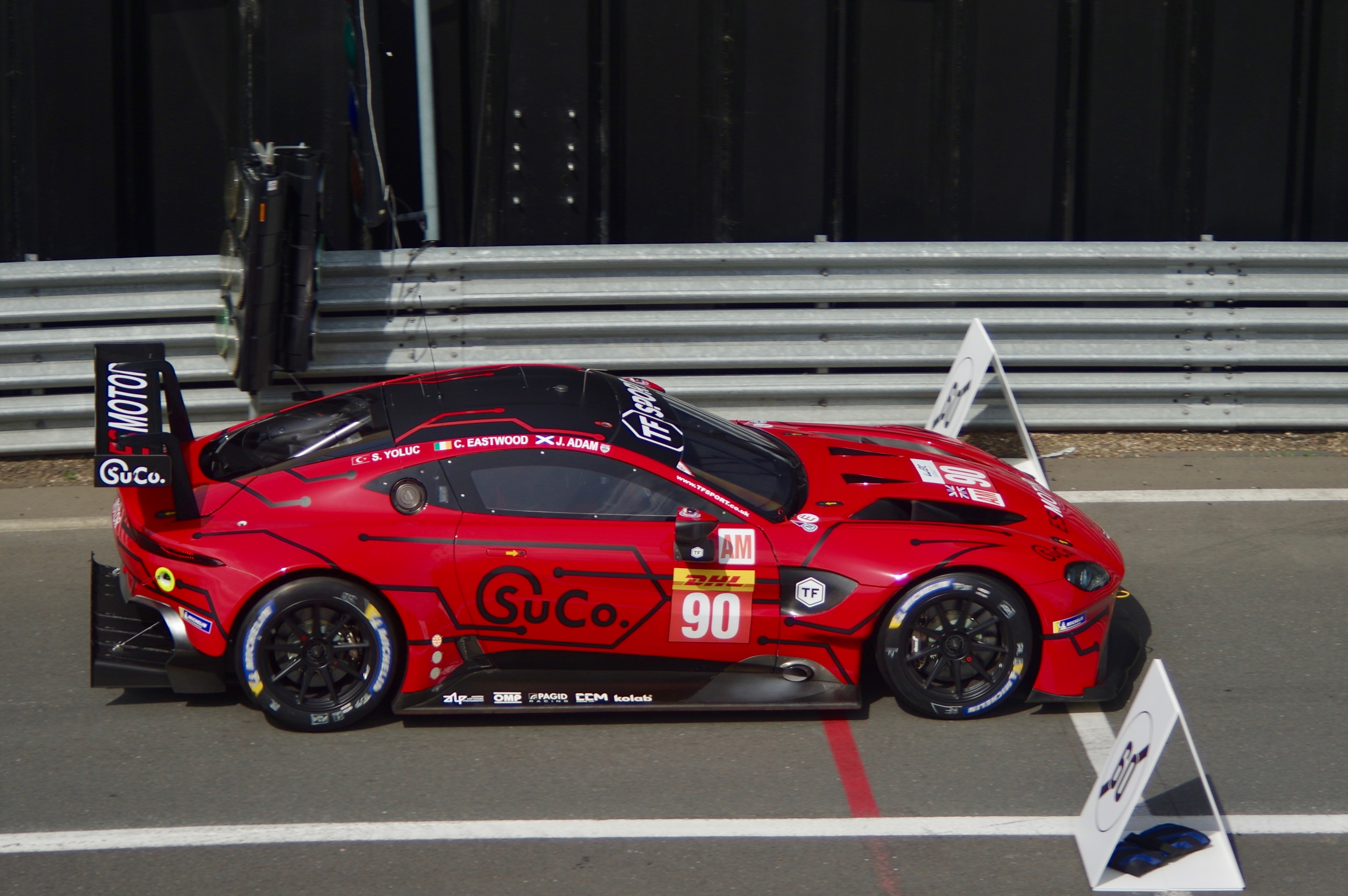
Aston Martin Vantage AMR, LMGTE-Am-Siegerwagen von Jonny Adam, Charlie Eastwood und Salih Yoluç

Das 88. 24-Stunden-Rennen von Le Mans, der 88e Grand Prix d’Endurance les 24 Heures du Mans, auch 24 Heures du Mans, sollte ursprünglich am 13. und 14. Juni 2020 auf dem Circuit des 24 Heures stattfinden. Wegen der weltweiten COVID-19-Pandemie wurde das Rennen auf den 19. und 20. September 2020 verschoben. Im August wurde das ausgearbeitete Zuschauerkonzept schließlich verworfen und beschlossen, dass das Rennen ohne Publikum durchgeführt wurde.

## Das Rennen

### Training
Das Qualifikationstraining erhielt 2020 ein neues Format. Statt der wie bisher üblichen drei Qualifikationstrainings, gab es am Donnerstag vor dem Rennen nur eine 45 Minuten Einheit, in der sich die besten sechs Fahrzeuge pro Rennklasse für die sogenannte Hyper-Pole qualifizierten. Diese finale Entscheidung fand am Freitagvormittag statt und dauerte nur 30 Minuten. Trainingsschnellster war Kamui Kobayashi im Toyota TS050 Hybrid mit der Startnummer 7, der eine Zeit von 3:15,267 Minuten fuhr und dabei den von ihm selbst gehaltenen Streckenrekord nur knapp verpasste. Auf seiner letzten Runde war Kobayashi auf dem Weg zu einer neuen Bestmarke und war nach 2 Sektoren 0,8 Sekunden schneller als bei seiner späteren Pole-Zeit. Da er dabei aber einmal das Track-Limit überfuhr, wurde ihm die Runde noch während der Fahrt gestrichen und Kobayashi ging vor der Start-und-Ziel-Linie vom Gas. Zweiter war überraschend Gustavo Menezes im Rebellion R13, der mit einer Zeit von 3:15,822 Minuten den zweiten Toyota mit Kazuki Nakajima am Steuer an die dritte Stelle verdrängte. Menezes erzielte bei seiner Fahrt die schnellste Zeit die jemals mit einem LMP1-Auto ohne Hybridantrieb in Le Mans gefahren wurde.

### Der Rennverlauf
Zum letzten Mal traten in Le Mans die Hybridfahrzeuge der LMP1-Klasse an. Die beiden Toyota TS050 Hybrid mit ihrem komplexen Antriebssystem zählten zu besten Rennwagen, die jemals auf Rundstrecken gefahren wurden. Vor der Saison wurde der Toyota noch einmal überarbeitet. Die Karossiere erhielt einen breiteren Vorderteil und nach hinten verschobene Kotflügel. Der 2,4-Liter-Sechszylinder-Turbomotor leistete 368 kW (500 PS). Dazu kam dieselbe Leistung aus dem Elektromotor. Die vom ACO verhängten Einschränkungen beim Spritverbrauch, das erhöhte Gewicht und Beschränkungen bei den Hochleistungskondensatoren verhinderten die volle Leistungsentfaltung des TS050 Hybrid. Mit den Eingriffen wollte der ACO das Leistungsdefizit der LMP1-Wagen ohne Hybridantrieb gegenüber den beiden Toyota verringern.
Die Reglementierungen verhinderten den dritten Toyota-Gesamtsieg in Folge nicht. Erneut war es der Toyota mit der Nummer 8 der am Ende siegreich war. Auch für Sébastien Buemi und Kazuki Nakajima war es der dritte Le-Mans-Sieg in Folge. Der für Fernando Alonso ins Team gekommene Brendon Hartley gewann nach seinem Erfolg im Porsche 919 Hybrid (mit Timo Bernhard und Earl Bamber) 2017 das Rennen zum zweiten Mal. Erneut vom Pech verfolgt war der Toyota mit der Nummer 7, gefahren von Mike Conway, Kamui Kobayashi und José María López. Kobayashi kam zur Halbzeit des Rennens einem defekten Auspuffkrümmer an die Box. Dadurch funktionierte der Turbolader nicht mehr richtig. 30 Minuten kostete die Reparatur der glutheißen Teile der Abgasanlage und den möglichen Sieg. Auch das Rennen der Nummer 8 verlief nicht ganz problemlos. In der frühen Rennphase bekam der Wagen Bremsprobleme, nachdem Gummistücke die Bremsbelüftung verlegt und durch die dort herrschende Hitze auch noch Feuer gefangen hatten. Beim Tausch der Belüftung verlor die Nummer 8 während einer Safety-Car-Phase eine Runde. Am Tag nach dem Rennen entschuldigte sich Toyota-Eigentümer Akio Toyoda bei den Fahrern der Nummer 7 für die technischen Probleme.
Die einzige nennenswerte Konkurrenz für Toyota kam von den beiden Rebellion R13, die an der zweiten und vierten Position ins Ziel kamen und im Rennen teilweise sehr schnell war. Bruno Senna gelang im Wagen mit der Nummer 1 die schnellste Rennrunde. Bis eine Stunde vor Rennschluss lag der Rebellion mit der Nummer 3, zu diesem Zeitpunkt gefahren vom Debütanten Louis Delétraz, an der dritten Stelle, knapp hinter dem zweiten R13. Ein Kupplungsproblem kostete eine Runde und den dritten Platz. Der fünfte LMP1, der ByKolles-Enso kam nicht ins Ziel. Am Samstagabend verunfallte Bruno Spengler, nachdem sich der Heckflügel des Fahrzeugs gelöst hatte. Spengler brachte das Fahrzeug zwar zurück an die Box, da die Techniker um Colin Kolles den Grund für den Heckflügelbruch nicht finden konnten, wurde der Enso zurückgezogen.
In der LMP2-Klasse gelang United Autosports ein zweifacher Erfolg. Der Oreca 07 mit der Nummer 22 und den Fahrern Filipe Albuquerque, Philip Hanson und Paul di Resta holte nicht nur den ersten Le-Mans-Sieg für das Team und alle drei Fahrer, sondern auch den Meistertitel in der LMP2-Kategorie der FIA-Langstrecken-Weltmeisterschaft 2019/20, zu denen die 24 Stunden von Le Mans zählen. United Autosports gewann ein Rennen das von vielen Ausfällen geprägt war. Besonders auffallend waren Elektronikprobleme bei den Oreca-07-Fahrgestellen, die das Gros der Teilnehmer stellten. Zu den prominentesten Opfern gehörten der Jackie-Chan-DC-Oreca mit der Nummer 37 und der G-Drive-Aurus mit der Nummer 26. Aber auch zahlreiche weitere LMP2-Fahrzeuge wurden von dem mysteriösen Defekt heimgesucht, der die Fahrzeuge auf offener Strecke einfach lahmlegte. Oft waren mehrere Resets nötig, bevor die Box erreicht wurde. Der Oreca von Gabriel Aubry, Will Stevens und Ho-Pin Tung wurde noch während des Rennens wegen fremder Hilfe disqualifiziert, nachdem ein Mechaniker ein Ersatzteil zu dem am Streckenrand parkenden Wagen brachte. Eine Safety-Car-Phase knapp vor Rennschluss brachte noch einmal Spannung in diese Rennklasse, als plötzlich Anthony Davidson im Jota-Oreca in Schlagsdistanz zum führenden Wagen kam und die United-Autosport-Boxenmannschaft in Aufregung versetzte. Nach seinem letzten Tankstopp lag Philip Hansen nur mehr drei Sekunden vor Davidson, der allerdings ebenfalls noch einmal tanken musste, wodurch das Rennen entschieden war.
Eine besondere Leistung vollbrachten die Mechaniker von IDEC Sport. Im freien Training am Donnerstag wurden beide Chassis durch Unfälle schwer beschädigt und mussten neu aufgebaut werden. Beim Wagen mit der Nummer 17 musste dabei das komplette Chassis getauscht werden. Den Mechanikern gelang es nicht nur die Wagen bis zum Samstagvormittag wieder rennbereit zu machen, die beiden Orecas erhielten auch wieder ihre Originalbeklebung. Seine fahrerische Klasse bewies Patrick Pilet. Der Porsche-Werksfahrer erhielt am Freitag die Anfrage, ob er für Dwight Merriman einspringen könne, der von den Ärzten nach dem Unfall keine Starterlaubnis erhielt. Ohne nennenswerte Fahrpraxis in einem LMP2-Wagen und ohne angepassten Fahrersitz, fuhr Pilet von Beginn weg schnelle Rundenzeiten. Beide IDEC-Sport-Wagen, die auf Grund der fehlenden Qualifikationszeiten mit einer Runde Rückstand aus der Boxengasse starten mussten, erreichten das Ziel.

## Virtuelles 24-Stunden-Rennen
Am ursprünglichen Renntermin am 13. und 14. Juni organisierte der ACO, der Veranstalter des realen Rennens, in Zusammenarbeit mit Motorsport Network das virtuelle 24-Stunden-Rennen von Le Mans. Es traten Fahrzeuge der LMP2- und der LMGT-Pro-Klasse an. Ein Fahrzeug wurde jeweils von vier Rennfahrern gelenkt, die sich innerhalb von 24 Stunden abwechselten. Unter den 200 Fahrern, die für 50 Teams in den zwei Kategorien antraten, befanden sich neben professionellen Sim-Racern viele bekannte Fahrer aus der Formel 1 und anderen Rennserien, u. a. Fernando Alonso, Jenson Button, Felipe Massa, Rubens Barrichello, Juan Pablo Montoya, André Lotterer und Charles Leclerc. Gefahren wurde auf der Rennsimulation rFactor 2.
Das LMP2-Fahrzeug #4, gefahren von Tom Dillmann, Esteban Guerrieri, Jernej Simončič und Jesper Pedersen, vom Team ByKolles qualifizierte sich mit einer Rundenzeit von 3:23,380 Minuten für die Pole-Position. Das schnellste Auto der GT-Klasse im Qualifying war der Porsche 911 RSR vom Werksteam mit der Nummer #93, gefahren von Nick Tandy, Ayhancan Güven, Joshua Rogers und Tommy Østgaard.
Das Rennen endete mit dem Gesamtsieg von Louis Deletraz und Raffaele Marciello mit den beiden Sim-Racern Nikodem Wisniewski und Kuba Brzezinski für Rebellion Racing. Die GT-Kategorie gewann der Porsche 911 RSR mit der Nummer #93 vom Werksteam, der bereits das Qualifying gewonnen hatte.

## Einladungen
Wie in den vielen Jahren davor wurde acht Monate vor dem Rennen die erste Einladungsliste zum 24-Stunden-Rennen von Le Mans veröffentlicht. Automatisch startberechtigt waren die Klassensieger aus dem Vorjahr: Toyota Gazoo Racing für die LMP1-Klasse, Signatech Alpine Matmut als Sieger in der LMP2-Klasse und die Gewinner der beiden GT-Klassen, AF Corse und Team Project 1. Weitere Einladungen gab es für den Gesamtsieger und die Zweitplatzierten der European Le Mans Series (LMP2 und LMGTE), der Asian Le Mans Series (LMP2 und GT) und die Sieger des Michelin Le Mans Cup. Da der Michelin Le Mans Cup mit GT3-Fahrzeugen gefahren wird, die in Le Mans nicht startberechtigt sind, darf Kessel Racing in die LMGTE-Klasse wechseln. Die zwei letzten Einladungen gingen an die IMSA WeatherTech SportsCar Championship.

### Startliste
| Startliste        | Startliste                     | Startliste               | Startliste | Startliste                | Startliste            | Startliste                 |
| Nr.               | Team                           | Fahrzeug                 | Reifen     | Fahrer                    | Fahrer                | Fahrer                     |
| ----------------- | ------------------------------ | ------------------------ | ---------- | ------------------------- | --------------------- | -------------------------- |
| LMP1              |                                |                          |            |                           |                       |                            |
| 1                 | Rebellion Racing               | Rebellion R13            | M          | Gustavo Menezes           | Norman Nato           | Bruno Senna                |
| 3                 | Rebellion Racing               | Rebellion R13            | M          | Nathanaël Berthon         | Louis Delétraz        | Romain Dumas               |
| 4                 | ByKolles Racing Team           | ENSO CLM P1/01           | M          | Tom Dillmann              | Bruno Spengler        | Oliver Webb                |
| 5                 | Team LNT                       | Ginetta G60-LT-P1        | M          | Charlie Robertson         |                       |                            |
| 6                 | Team LNT                       | Ginetta G60-LT-P1        | M          | Mike Simpson              | Chris Dyson           | Guy Smith                  |
| 7                 | Toyota Gazoo Racing            | Toyota TS050 Hybrid      | M          | Mike Conway               | Kamui Kobayashi       | José María López           |
| 8                 | Toyota Gazoo Racing            | Toyota TS050 Hybrid      | M          | Sébastien Buemi           | Brendon Hartley       | Kazuki Nakajima            |
| LMP2              |                                |                          |            |                           |                       |                            |
| 11                | EuroInternational              | Ligier JS P217           | M          | Adrien Tambay             | Érik Maris            | Christophe d’Ansembourg    |
| 12                | Rick Ware Racing               | Riley-Multimatic MkXXX   | M          | Cody Ware                 |                       |                            |
| 16                | G-Drive Racing with Algarve    | Oreca 07                 | G          | Ryan Cullen               | Oliver Jarvis         | Nick Tandy                 |
| 17                | IDEC Sport                     | Oreca 07                 | M          | Jonathan Kennard          | Patrick Pilet         | Kyle Tilley                |
| 20                | High Class Racing              | Oreca 07                 | M          | Jan Magnussen             |                       |                            |
| 21                | DragonSpeed USA                | Oreca 07                 | M          | Timothé Buret             | Juan Pablo Montoya    | Memo Rojas                 |
| 22                | United Autosports              | Oreca 07                 | M          | Filipe Albuquerque        | Philip Hanson         | Paul di Resta              |
| 24                | Nielsen Racing                 | Oreca 07                 | M          | Garett Grist              | Alex Kapadia          | Anthony Wells              |
| 25                | Algarve Pro Racing             | Oreca 07                 | G          | John Falb                 | Simon Trummer         | Matt McMurry               |
| 26                | G-Drive Racing                 | Aurus 01                 | M          | Roman Rusinov             | Jean-Éric Vergne      | Mikkel Jensen              |
| 27                | DragonSpeed USA                | Oreca 07                 | M          | Ben Hanley                | Henrik Hedman         | Renger van der Zande       |
| 28                | IDEC Sport                     | Oreca 07                 | M          | Richard Bradley           | Paul-Loup Chatin      | Paul Lafargue              |
| 29                | Racing Team Nederland          | Oreca 07                 | M          | Frits van Eerd            | Giedo van der Garde   | Nyck de Vries              |
| 30                | Duqueine Engineering           | Oreca 07                 | M          | Tristan Gommendy          | Jonathan Hirschi      | Konstantin Tereschtschenko |
| 31                | Panis Racing                   | Oreca 07                 | G          | Julien Canal              | Nico Jamin            | Matthieu Vaxivière         |
| 32                | United Autosports              | Oreca 07                 | M          | Alex Brundle              | Will Owen             | Job van Uitert             |
| 33                | High Class Racing              | Oreca 07                 | M          | Anders Fjordbach          | Mark Patterson        | Kenta Yamashita            |
| 34                | Inter Europol Competition      | Ligier JS P217           | M          | René Binder               | Jakub Śmiechowski     | Matewos Issaakjan          |
| 35                | Eurasia Motorsport             | Ligier JS P217           | M          | Nick Foster               | Roberto Merhi         | Nobuya Yamanaka            |
| 36                | Signatech Alpine Elf           | Alpine A470              | M          | Thomas Laurent            | André Negrão          | Pierre Ragues              |
| 37                | Jackie Chan DC Racing          | Oreca 07                 | G          | Gabriel Aubry             | Will Stevens          | Ho-Pin Tung                |
| 38                | Jota Racing                    | Oreca 07                 | G          | António Félix da Costa    | Anthony Davidson      | Roberto González           |
| 39                | SO24-HAS By Graff              | Oreca 07                 | M          | James Allen               | Vincent Capillaire    | Charles Milesi             |
| 42                | Cool Racing                    | Oreca 07                 | M          | Antonin Borga             | Alexandre Coigny      | Nicolas Lapierre           |
| 45                | Thunderhead Carlin Racing      | Dallara P217             | G          | Ben Barnicoat             | Jack Manchester       |                            |
| 47                | Cetilar Racing Villorba Corse  | Dallara P217             | M          | Andrea Belicchi           | Roberto Lacorte       | Giorgio Sernagiotto        |
| 48                | Performance Tech               | Oreca 07                 | M          | Cameron Cassels           |                       |                            |
| 50                | Richard Mille Racing Team      | Oreca 07                 | M          | Tatiana Calderón          | Sophia Flörsch        | Beitske Visser             |
| LMGTE-Pro         |                                |                          |            |                           |                       |                            |
| 51                | AF Corse                       | Ferrari 488 GTE Evo      | M          | James Calado              | Alessandro Pier Guidi | Daniel Serra               |
| 63                | WeatherTech Racing             | Ferrari 488 GTE Evo      | M          | Cooper MacNeil            | Jeff Segal            | Toni Vilander              |
| 63                | Corvette Racing                | Chevrolet Corvette C8.R  | M          | Nicky Catsburg            | Antonio García        | Jordan Taylor              |
| 64                | Corvette Racing                | Chevrolet Corvette C8.R  | M          | Marcel Fässler            | Oliver Gavin          | Tommy Milner               |
| 71                | AF Corse                       | Ferrari 488 GTE Evo      | M          | Miguel Molina             | Davide Rigon          | Sam Bird                   |
| 81                | Gear Racing                    | Ferrari 488 GTE Evo      | M          | Christina Nielsen         |                       |                            |
| 82                | Risi Competizione              | Ferrari 488 GTE Evo      | M          | Sébastien Bourdais        | Olivier Pla           | Jules Gounon               |
| 91                | Porsche GT Team                | Porsche 911 RSR-19       | M          | Gianmaria Bruni           | Richard Lietz         | Frédéric Makowiecki        |
| 92                | Porsche GT Team                | Porsche 911 RSR-19       | M          | Michael Christensen       | Kévin Estre           | Laurens Vanthoor           |
| 93                | Porsche GT Team                | Porsche 911 RSR-19       | M          | Earl Bamber               | Matt Campbell         | Nick Tandy                 |
| 94                | Porsche GT Team                | Porsche 911 RSR-19       | M          | Julien Andlauer           | Mathieu Jaminet       | Patrick Pilet              |
| 95                | Aston Martin Racing            | Aston Martin Vantage AMR | M          | Marco Sørensen            | Nicki Thiim           | Richard Westbrook          |
| 97                | Aston Martin Racing            | Aston Martin Vantage AMR | M          | Alex Lynn                 | Maxime Martin         | Harry Tincknell            |
| LMGTE-Am          |                                |                          |            |                           |                       |                            |
| 52                | AF Corse                       | Ferrari 488 GTE Evo      | M          | Steffen Görig             | Christoph Ulrich      | Alexander West             |
| 54                | AF Corse                       | Ferrari 488 GTE Evo      | M          | Francesco Castellacci     | Giancarlo Fisichella  | Thomas Flohr               |
| 55                | Spirit of Race                 | Ferrari 488 GTE Evo      | M          | Duncan Cameron            | Matt Griffin          | Aaron Scott                |
| 56                | Team Project 1                 | Porsche 911 RSR          | M          | Matteo Cairoli            | Egidio Perfetti       | Larry ten Voorde           |
| 57                | Team Project 1                 | Porsche 911 RSR          | M          | Jeroen Bleekemolen        | Felipe Fraga          | Ben Keating                |
| 60                | Iron Lynx                      | Ferrari 488 GTE Evo      | M          | Sergio Pianezzola         | Paolo Ruberti         | Claudio Schiavoni          |
| 61                | Luzich Racing                  | Ferrari 488 GTE Evo      | M          | Francesco Piovanetti      | Côme Ledogar          | Oswaldo Negri              |
| 62                | Red River Sport                | Ferrari 488 GTE Evo      | M          | Bonamy Grimes             | Charlie Hollings      | Johnny Mowlem              |
| 65                | WeatherTech Racing             | Ferrari 488 GTE Evo      | M          | Cooper MacNeil            |                       |                            |
| 66                | JMW Motorsport                 | Ferrari 488 GTE Evo      | M          | Richard Heistand          | Jan Magnussen         | Maxwell Root               |
| 70                | MR Racing                      | Ferrari 488 GTE Evo      | M          | Takeshi Kimura            | Kei Cozzolino         | Vincent Abril              |
| 72                | HubAuto Racing                 | Ferrari 488 GTE Evo      | M          | Morris Chen               | Marcos Gomes          | Tom Blomqvist              |
| 74                | Kessel Racing                  | Ferrari 488 GTE Evo      | M          | Nicola Cadei              |                       |                            |
| 75                | Iron Lynx                      | Ferrari 488 GTE Evo      | M          | Matteo Cressoni           | Rino Mastronardi      | Andrea Piccini             |
| 77                | Dempsey-Proton Racing          | Porsche 911 RSR          | M          | Riccardo Pera             | Christian Ried        | Matt Campbell              |
| 78                | Proton Competition             | Porsche 911 RSR          | M          | Horst Felbermayr junior   | Michele Beretta       | Max van Splunteren         |
| 83                | AF Corse                       | Ferrari 488 GTE Evo      | M          | Emmanuel Collard          | Nicklas Nielsen       | François Perrodo           |
| 85                | Iron Lynx                      | Ferrari 488 GTE Evo      | M          | Rahel Frey                | Michelle Gatting      | Manuela Gostner            |
| 86                | Gulf Racing                    | Porsche 911 RSR          | M          | Ben Barker                | Mike Wainwright       | Andrew Watson              |
| 88                | Dempsey-Proton Racing          | Porsche 911 RSR          | M          | Thomas Preining           | Dominique Bastien     | Adrien de Leener           |
| 89                | Team Project 1                 | Porsche 911 RSR          | M          | Philippe Haezebrouck      | Julien Piguet         | Andreas Laskaratos         |
| 90                | TF Sport                       | Aston Martin Vantage AMR | M          | Jonny Adam                | Charlie Eastwood      | Salih Yoluç                |
| 98                | Aston Martin Racing            | Aston Martin Vantage AMR | M          | Paul Dalla Lana           | Ross Gunn             | Augusto Farfus             |
| 99                | Dempsey-Proton Racing          | Porsche 911 RSR          | M          | Vutthikorn Inthraphuvasak | Lucas Légeret         | Julien Andlauer            |
| Innovation Box 60 |                                |                          |            |                           |                       |                            |
| 84                | Association SRT41 Graff Racing | Oreca 07                 | M          | Takuma Aoki               | Nigel Bailly          | Snoussi Ben Moussa         |

### Reservefahrzeuge
Wie in den Jahren davor veröffentlichte der ACO zeitgleich mit der ersten vorläufigen Startliste auch eine Liste der Reservefahrzeuge. In der Liste von eins bis zehn nominiert, rücken die Fahrzeuge in dieser Reihenfolge für Ausfälle in der ursprünglichen Startliste nach.
| Klasse   | Nr. | Team                      | Fahrzeug                 | Nominierter Fahrer | Nominierter Fahrer | Nominierter Fahrer |
| -------- | --- | ------------------------- | ------------------------ | ------------------ | ------------------ | ------------------ |
| LMP2     | 23  | Inter Europol Competition | Ligier JS P217           | Nigel Moore        |                    |                    |
| LMGTE Am | 96  | D'station Racing          | Aston Martin Vantage AMR | Tomonobu Fujii     | Satoshi Hoshino    |                    |

## Trainingszeiten

### Qualifikation
| Pos. | Klasse    | Nr. | Team                      | Qualifikation | Hyperpole | Startplatz |
| ---- | --------- | --- | ------------------------- | ------------- | --------- | ---------- |
| 1    | LMP1      | 7   | Toyota Gazoo Racing       | 3:17.089      | 3:15.267  | 1          |
| 2    | LMP1      | 1   | Rebellion Racing          | 3:21.598      | 3:15.822  | 2          |
| 3    | LMP1      | 8   | Toyota Gazoo Racing       | 3:17.336      | 3:16.649  | 3          |
| 4    | LMP1      | 3   | Rebellion Racing          | 3:24.632      | 3:18.330  | 4          |
| 5    | LMP1      | 4   | ByKolles Racing Team      | 3:24.468      | 3:23.043  | 4          |
| 6    | LMP2      | 22  | United Autosports         | 3:27.148      | 3:24.528  | 6          |
| 7    | LMP2      | 26  | G-Drive Racing            | 3:27.366      | 3:24.860  | 7          |
| 8    | LMP2      | 29  | Racing Team Nederland     | 3:26.648      | 3:25.062  | 8          |
| 9    | LMP2      | 33  | High Class Racing         | 3:27.611      | 3:25.426  | 9          |
| 10   | LMP2      | 32  | United Autosports         | 3:27.598      | 3:25.671  | 10         |
| 11   | LMP2      | 37  | Jackie Chan DC Racing     | 3:27.097      | 3:25.785  | 11         |
| 12   | LMP2      | 38  | Jota                      | 3:27.728      |           | 12         |
| 13   | LMP2      | 16  | G-Drive Racing by Algarve | 3:27.767      |           | 13         |
| 14   | LMP2      | 31  | Panis Racing              | 3:27.791      |           | 14         |
| 15   | LMP2      | 36  | Signatech Alpine Elf      | 3:27.794      |           | 15         |
| 16   | LMP2      | 27  | DragonSpeed USA           | 3:27.913      |           | 16         |
| 17   | LMP2      | 42  | Cool Racing               | 3:28.509      |           | 17         |
| 18   | LMP2      | 39  | SO24-Has by Graff         | 3:28.574      |           | 18         |
| 19   | LMP2      | 30  | Duqueine Team             | 3:29.091      |           | 19         |
| 20   | LMP2      | 25  | Algarve Pro Racing        | 3:29.402      |           | 20         |
| 21   | LMP2      | 21  | DragonSpeed USA           | 3:29.741      |           | 21         |
| 22   | LMP2      | 47  | Cetilar Racing            | 3:29.880      |           | 22         |
| 23   | LMP2      | 35  | Eurasia Motorsport        | 3:30.497      |           | 23         |
| 24   | LMP2      | 24  | Nielsen Racing            | 3:30.897      |           | 24         |
| 25   | LMP2      | 50  | Richard Mille Racing Team | 3:31.020      |           | 25         |
| 26   | LMP2      | 34  | Inter Europol Competition | 3:31.393      |           | 26         |
| 27   | LMP2      | 11  | EuroInternational         | 3:33.747      |           | 27         |
| 28   | LMGTE Pro | 91  | Porsche GT Team           | 3:52.036      | 3:50.874  | 28         |
| 29   | LMGTE Pro | 51  | AF Corse                  | 3:51.244      | 3:51.115  | 29         |
| 30   | LMGTE Pro | 95  | Aston Martin Racing       | 3:50.872      | 3:51.241  | 30         |
| 31   | LMGTE Pro | 97  | Aston Martin Racing       | 3:50.925      | 3:51.324  | 31         |
| 32   | LMGTE Pro | 71  | AF Corse                  | 3:51.988      | 3:51.515  | 32         |
| 33   | LMGTE Pro | 92  | Porsche GT Team           | 3:52.142      | 3:51.770  | 33         |
| 34   | LMGTE Pro | 63  | WeatherTech Racing        | 3:52.508      |           | 34         |
| 35   | LMGTE Am  | 61  | Luzich Racing             | 3:53.292      | 3:51.266  | 36         |
| 36   | LMGTE Am  | 77  | Dempsey-Proton Racing     | 3:53.334      | 3:51.322  | 37         |
| 37   | LMGTE Am  | 56  | Team Project 1            | 3:53.598      | 3:51.647  | 38         |
| 38   | LMGTE Am  | 98  | Aston Martin Racing       | 3:52.778      | 3:52.105  | 39         |
| 39   | LMGTE Am  | 90  | TF Sport                  | 3:52.961      | 3:52.299  | 40         |
| 40   | LMGTE Am  | 86  | Gulf Racing               | 3:52.970      | 3:52.346  | 41         |
| 41   | LMGTE Am  | 83  | AF Corse                  | 3:53.621      |           | 42         |
| 42   | LMGTE Am  | 99  | Dempsey-Proton Racing     | 3:53.670      |           | 43         |
| 43   | LMGTE Am  | 57  | Team Project 1            | 3:53.838      |           | 44         |
| 44   | LMGTE Am  | 54  | AF Corse                  | 3:54.144      |           | 45         |
| 45   | LMGTE Am  | 88  | Dempsey-Proton Racing     | 3:54.281      |           | 46         |
| 46   | LMGTE Am  | 70  | MR Racing                 | 3:54.628      |           | 47         |
| 47   | LMGTE Am  | 72  | Hub Auto Racing           | 3:55.308      |           | 48         |
| 48   | LMGTE Am  | 55  | Spirit of Race            | 3:55.772      |           | 49         |
| 49   | LMGTE Am  | 75  | Iron Lynx                 | 3:56.141      |           | 50         |
| 50   | LMGTE Am  | 66  | JMW Motorsport            | 3:56.383      |           | 51         |
| 51   | LMGTE Am  | 78  | Proton Competition        | 3:56.475      |           | 52         |
| 52   | LMGTE Am  | 85  | Iron Lynx                 | 3:556.833     |           | 53         |
| 53   | LMGTE Am  | 60  | Iron Lynx                 | 3:57.876      |           | 54         |
| 54   | LMGTE Am  | 62  | Red River Sport           | 4:00.084      |           | 55         |
| 55   | LMGTE Am  | 89  | Team Project 1            | 4:00.691      |           | 56         |
| -    | LMGTE Pro | 82  | Risi Competizione         | No Time       |           | 35         |
| -    | LMGTE Am  | 52  | AF Corse                  | No Time       |           | 57         |
| -    | LMP2      | 17  | IDEC Sport                | No Time       |           | PL1        |
| -    | LMP2      | 28  | IDEC Sport                | No Time       |           | PL1        |

1 Die beiden IDEC-Fahrzeuge erreichten nach Unfällen im freien Training keine Qualifikationszeiten. Beide Fahrzeuge mussten aus der Boxengasse starten und durften erst ins Rennen gehen, nachdem das gesamte Starterfeld die erste Rennrunde zurückgelegt hatte.

## Ergebnisse

### Piloten nach Nationen
| 34 Franzosen   | 31 Briten     | 19 Italiener  | 15 US-Amerikaner | 10 Niederländer |
| 9 Schweizer    | 8 Dänen       | 6 Brasilianer | 5 Japaner        | 4 Belgier       |
| 4 Österreicher | 3 Australier  | 3 Deutsche    | 3 Kanadier       | 3 Russen        |
| 2 Kolumbianer  | 2 Iren        | 2 Mexikaner   | 2 Portugiesen    | 2 Schweden      |
| 2 Spanier      | 1 Argentinier | 1 Finne       | 1 Grieche        | 1 Neuseeländer  |
| 1 Pole         | 1 Taiwanese   | 1 Thailänder  | 1 Türke          |                 |

### Schlussklassement
| Pos.            | Klasse    | Nr. | Team                          | Fahrer                                                       | Chassis                  | Motor                        | Reifen | Runden |
| --------------- | --------- | --- | ----------------------------- | ------------------------------------------------------------ | ------------------------ | ---------------------------- | ------ | ------ |
| 1               | LMP1      | 8   | Toyota Gazoo Racing           | Sébastien Buemi Kazuki Nakajima Brendon Hartley              | Toyota TS050 Hybrid      | Toyota 2.4L Turbo V6         | M      | 387    |
| 2               | LMP1      | 1   | Rebellion Racing              | Gustavo Menezes Norman Nato Bruno Senna                      | Rebellion R13            | Gibson GL458 4.5L V8         | M      | 382    |
| 3               | LMP1      | 7   | Toyota Gazoo Racing           | Mike Conway Kamui Kobayashi José María López                 | Toyota TS050 Hybrid      | Toyota 2.4L Turbo V6         | M      | 381    |
| 4               | LMP1      | 3   | Rebellion Racing              | Nathanaël Berthon Louis Delétraz Romain Dumas                | Rebellion R13            | Gibson GL458 4.5L V8         | M      | 381    |
| 5               | LMP2      | 22  | United Autosports             | Filipe Albuquerque Philip Hanson Paul di Resta               | Oreca 07                 | Gibson GK428 4.2L V8         | M      | 370    |
| 6               | LMP2      | 38  | Jota Racing                   | António Félix da Costa Anthony Davidson Roberto González     | Oreca 07                 | Gibson GK428 4.2L V8         | G      | 370    |
| 7               | LMP2      | 31  | Panis Racing                  | Julien Canal Nico Jamin Matthieu Vaxivière                   | Oreca 07                 | Gibson GK428 4.2L V8         | G      | 368    |
| 8               | LMP2      | 36  | Signatech Alpine Elf          | Thomas Laurent André Negrão Pierre Ragues                    | Alpine A470              | Gibson GK428 4.2L V8         | M      | 367    |
| 9               | LMP2      | 26  | G-Drive Racing                | Mikkel Jensen Roman Rusinov Jean-Éric Vergne                 | Aurus 01                 | Gibson GK428 4.2L V8         | M      | 367    |
| 10              | LMP2      | 28  | IDEC Sport                    | Richard Bradley Paul-Loup Chatin Paul Lafargue               | Oreca 07                 | Gibson GK428 4.2L V8         | M      | 366    |
| 11              | LMP2      | 25  | Algarve Pro Racing            | John Falb Matt McMurry Simon Trummer                         | Oreca 07                 | Gibson GK428 4.2L V8         | G      | 365    |
| 12              | LMP2      | 42  | Cool Racing                   | Antonin Borga Alexandre Coigny Nicolas Lapierre              | Oreca 07                 | Gibson GK428 4.2L V8         | M      | 365    |
| 13              | LMP2      | 50  | Richard Mille Racing Team     | Tatiana Calderón Sophia Flörsch Beitske Visser               | Oreca 07                 | Gibson GK428 4.2L V8         | M      | 364    |
| 14              | LMP2      | 47  | Cetilar Racing Villorba Corse | Andrea Belicchi Roberto Lacorte Giorgio Sernagiotto          | Dallara P217             | Gibson GK428 4.2L V8         | M      | 363    |
| 15              | LMP2      | 17  | IDEC Sport                    | Jonathan Kennard Patrick Pilet Kyle Tilley                   | Oreca 07                 | Gibson GK428 4.2L V8         | M      | 363    |
| 16              | LMP2      | 27  | DragonSpeed USA               | Ben Hanley Henrik Hedman Renger van der Zande                | Oreca 07                 | Gibson GK428 4.2L V8         | M      | 361    |
| 17              | LMP2      | 32  | United Autosports             | Alex Brundle Will Owen Job van Uitert                        | Oreca 07                 | Gibson GK428 4.2L V8         | M      | 359    |
| 18              | LMP2      | 35  | Eurasia Motorsport            | Nick Foster Roberto Merhi Nobuya Yamanaka                    | Ligier JS P217           | Gibson GK428 4.2L V8         | M      | 351    |
| 19              | LMP2      | 29  | Racing Team Nederland         | Frits van Eerd Giedo van der Garde Nyck de Vries             | Oreca 07                 | Gibson GK428 4.2L V8         | M      | 349    |
| 20              | LMGTE-Pro | 97  | Aston Martin Racing           | Alex Lynn Maxime Martin Harry Tincknell                      | Aston Martin Vantage AMR | Aston Martin 4.5L Turbo V8   | M      | 346    |
| 21              | LMGTE-Pro | 51  | AF Corse                      | James Calado Alessandro Pier Guidi Daniel Serra              | Ferrari 488 GTE Evo      | Ferrari F154CB 3.9L Turbo V8 | M      | 346    |
| 22              | LMGTE-Pro | 95  | Aston Martin Racing           | Marco Sørensen Nicki Thiim Richard Westbrook                 | Aston Martin Vantage AMR | Aston Martin 4.5L Turbo V8   | M      | 343    |
| 23              | LMGTE-Pro | 82  | Risi Competizione             | Sébastien Bourdais Jules Gounon Olivier Pla                  | Ferrari 488 GTE Evo      | Ferrari F154CB 3.9L Turbo V8 | M      | 339    |
| 24              | LMGTE-Am  | 90  | TF Sport                      | Jonny Adam Charlie Eastwood Salih Yoluç                      | Aston Martin Vantage AMR | Aston Martin 4.5L Turbo V8   | M      | 339    |
| 25              | LMGTE-Am  | 77  | Dempsey-Proton Racing         | Matt Campbell Riccardo Pera Christian Ried                   | Porsche 911 RSR          | Porsche 4.0L Flat-6          | M      | 339    |
| 26              | LMGTE-Am  | 83  | AF Corse                      | Emmanuel Collard Nicklas Nielsen François Perrodo            | Ferrari 488 GTE Evo      | Ferrari F154CB 3.9L Turbo V8 | M      | 339    |
| 27              | LMGTE-Am  | 56  | Team Project 1                | Matteo Cairoli Egidio Perfetti Larry ten Voorde              | Porsche 911 RSR          | Porsche 4.0L Flat-6          | M      | 339    |
| 28              | LMP2      | 24  | Nielsen Racing                | Garett Grist Alex Kapadia Anthony Wells                      | Oreca 07                 | Gibson GK428 4.2L V8         | M      | 338    |
| 29              | LMGTE-Am  | 86  | Gulf Racing                   | Ben Barker Mike Wainwright Andrew Watson                     | Porsche 911 RSR          | Porsche 4.0L Flat-6          | M      | 337    |
| 30              | LMGTE-Am  | 66  | JMW Motorsport                | Richard Heistand Jan Magnussen Maxwell Root                  | Ferrari 488 GTE Evo      | Ferrari F154CB 3.9L Turbo V8 | M      | 335    |
| 31              | LMGTE-Pro | 91  | Porsche GT Team               | Gianmaria Bruni Richard Lietz Frédéric Makowiecki            | Porsche 911 RSR-19       | Porsche 4.2L Flat-6          | M      | 335    |
| 32              | LMGTE-Am  | 61  | Luzich Racing                 | Côme Ledogar Oswaldo Negri Francesco Piovanetti              | Ferrari 488 GTE Evo      | Ferrari F154CB 3.9L Turbo V8 | M      | 335    |
| 33              | LMGTE-Am  | 98  | Aston Martin Racing           | Paul Dalla Lana Augusto Farfus Ross Gunn                     | Aston Martin Vantage AMR | Aston Martin 4.5L Turbo V8   | M      | 333    |
| 34              | LMGTE-Am  | 85  | Iron Lynx                     | Rahel Frey Michelle Gatting Manuela Gostner                  | Ferrari 488 GTE Evo      | Ferrari F154CB 3.9L Turbo V8 | M      | 332    |
| 35              | LMGTE-Pro | 92  | Porsche GT Team               | Michael Christensen Kévin Estre Laurens Vanthoor             | Porsche 911 RSR-19       | Porsche 4.2L Flat-6          | M      | 331    |
| 36              | LMGTE-Am  | 99  | Dempsey-Proton Racing         | Julien Andlauer Vutthikorn Inthraphuvasak Lucas Légeret      | Porsche 911 RSR          | Porsche 4.0L Flat-6          | M      | 331    |
| 37              | LMGTE-Am  | 60  | Iron Lynx                     | Sergio Pianezzola Paolo Ruberti Claudio Schiavoni            | Ferrari 488 GTE Evo      | Ferrari F154CB 3.9L Turbo V8 | M      | 331    |
| 38              | LMGTE-Am  | 78  | Proton Competition            | Michele Beretta Horst Felbermayr junior Max van Splunteren   | Porsche 911 RSR          | Porsche 4.0L Flat-6          | M      | 330    |
| 39              | LMGTE-Am  | 54  | AF Corse                      | Francesco Castellacci Giancarlo Fisichella Thomas Flohr      | Ferrari 488 GTE Evo      | Ferrari F154CB 3.9L Turbo V8 | M      | 330    |
| 40              | LMGTE-Am  | 57  | Team Project 1                | Jeroen Bleekemolen Felipe Fraga Ben Keating                  | Porsche 911 RSR          | Porsche 4.0L Flat-6          | M      | 326    |
| 41              | LMGTE-Am  | 62  | Red River Racing              | Bonamy Grimes Charlie Hollings Johnny Mowlem                 | Ferrari 488 GTE Evo      | Ferrari F154CB 3.9L Turbo V8 | M      | 325    |
| 42              | LMP2      | 34  | Inter Europol Competition1    | René Binder Matevos Isaakyan Jakub Śmiechowski               | Ligier JS P217           | Gibson GK428 4.2L V8         | M      | 316    |
| 43              | LMGTE-Am  | 89  | Team Project 1                | Philippe Haezebrouck Andreas Laskaratos Julien Piguet        | Porsche 911 RSR          | Porsche 4.0L Flat-6          | M      | 313    |
| Nicht klassiert |           |     |                               |                                                              |                          |                              |        |        |
| 44              | LMGTE-Pro | 71  | AF Corse                      | Sam Bird Miguel Molina Davide Rigon                          | Ferrari 488 GTE Evo      | Ferrari F154CB 3.9L Turbo V8 | M      | 340    |
| 45              | LMGTE-Am  | 88  | Dempsey-Proton Racing         | Dominique Bastien Adrien de Leener Thomas Preining           | Porsche 911 RSR          | Porsche 4.0L Flat-6          | M      | 238    |
| Disqualifiziert |           |     |                               |                                                              |                          |                              |        |        |
| 46              | LMP2      | 37  | Jackie Chan DC Racing         | Gabriel Aubry Will Stevens Ho-Pin Tung                       | Oreca 07                 | Gibson GK428 4.2L V8         | G      | 141    |
| Ausgefallen     |           |     |                               |                                                              |                          |                              |        |        |
| 47              | LMP2      | 39  | SO24-Has by Graff             | James Allen Vincent Capillaire Charles Milesi                | Oreca 07                 | Gibson GK428 4.2L V8         | M      | 357    |
| 48              | LMGTE-Am  | 72  | Hub Auto Racing               | Tom Blomqvist Morris Chen Marcos Gomes                       | Ferrari 488 GTE Evo      | Ferrari F154CB 3.9L Turbo V8 | M      | 273    |
| 49              | LMGTE-Am  | 75  | Iron Lynx                     | Matteo Cressoni Rino Mastronardi Andrea Piccini              | Ferrari 488 GTE Evo      | Ferrari F154CB 3.9L Turbo V8 | M      | 211    |
| 50              | LMP2      | 21  | DragonSpeed USA               | Timothé Buret Juan Pablo Montoya Memo Rojas                  | Oreca 07                 | Gibson GK428 4.2L V8         | M      | 192    |
| 51              | LMGTE-Pro | 63  | WeatherTech Racing            | Cooper MacNeil Jeff Segal Toni Vilander                      | Ferrari 488 GTE Evo      | Ferrari F154CB 3.9L Turbo V8 | M      | 185    |
| 52              | LMGTE-Am  | 70  | MR Racing                     | Vincent Abril Kei Cozzolino Takeshi Kimura                   | Ferrari 488 GTE Evo      | Ferrari F154CB 3.9L Turbo V8 | M      | 172    |
| 53              | LMP2      | 16  | G-Drive Racing by Algarve     | Ryan Cullen Oliver Jarvis Nick Tandy                         | Aurus 01                 | Gibson GK428 4.2L V8         | G      | 105    |
| 54              | LMP2      | 30  | Duqueine Team                 | Tristan Gommendy Jonathan Hirschi Konstantin Tereschtschenko | Oreca 07                 | Gibson GK428 4.2L V8         | M      | 100    |
| 55              | LMP1      | 4   | ByKolles Racing Team          | Tom Dillmann Bruno Spengler Oliver Webb                      | ENSO CLM P1/01           | Gibson GL458 4.5L V8         | M      | 97     |
| 56              | LMP2      | 33  | High Class Racing             | Anders Fjordbach Mark Patterson Kenta Yamashita              | Oreca 07                 | Gibson GK428 4.2L V8         | M      | 88     |
| 57              | LMGTE-Am  | 52  | AF Corse                      | Steffen Görig Christoph Ulrich Alexander West                | Ferrari 488 GTE Evo      | Ferrari F154CB 3.9L Turbo V8 | M      | 80     |
| 58              | LMGTE-Am  | 55  | Spirit of Race                | Duncan Cameron Matt Griffin Aaron Scott                      | Ferrari 488 GTE Evo      | Ferrari F154CB 3.9L Turbo V8 | M      | 78     |
| 59              | LMP2      | 11  | EuroInternational             | Christophe d’Ansembourg Érik Maris Adrien Tambay             | Ligier JS P217           | Gibson GK428 4.2L V8         | M      | 26     |

1 9 Runden Strafabzug, da René Binder die vorgeschriebene Mindestfahrzeit von sechs Stunden nicht erreichte

### Nur in der Meldeliste
Weitere gemeldete Teams, Fahrzeuge und Fahrer finden sich in der Start- und Reserveliste.

### Klassensieger
| Klasse    | Fahrer             | Fahrer           | Fahrer          | Fahrzeug                 | Platzierung im Gesamtklassement |
| --------- | ------------------ | ---------------- | --------------- | ------------------------ | ------------------------------- |
| LMP1      | Sébastien Buemi    | Kazuki Nakajima  | Brendon Hartley | Toyota TS050 Hybrid      | Gesamtsieg                      |
| LMP2      | Filipe Albuquerque | Philip Hanson    | Paul di Resta   | Oreca 07                 | Rang 5                          |
| LMGTE-Pro | Alex Lynn          | Maxime Martin    | Harry Tincknell | Aston Martin Vantage AMR | Rang 20                         |
| LMGTE-Am  | Jonny Adam         | Charlie Eastwood | Salih Yoluç     | Aston Martin Vantage AMR | Rang 24                         |

### Renndaten
- Gemeldet: 74
- Gestartet: 59
- Gewertet: 43
- Rennklassen: 4
- Zuschauer: keine
- Ehrenstarter des Rennens: Carlos Tavares, Vorstandsvorsitzender der Groupe PSA
- Wetter am Rennwochenende: warm und wolkig
- Streckenlänge: 13,626 km
- Fahrzeit des Siegerteams: 24:01:45,305 Stunden
- Runden des Siegerteams: 387
- Distanz des Siegerteams: 5273,262 km
- Siegerschnitt: 219,450 km/h
- Pole Position: Kamui Kobayashi – Toyota TS050 Hybrid (#7) – 3:15,267 = 251,560 km/h
- Schnellste Rennrunde: Bruno Senna – Rebellion R13 (#1) – 3:19,264 = 246,500 km/h
- Rennserie: 7. Lauf zur FIA-Langstrecken-Weltmeisterschaft 2019/20